# Марион (округ, Огайо)
Округ Марион (англ. Marion County) располагается в США, штате Огайо. Официально образован 1 апреля 1820 года. По состоянию на 2010 год, численность населения составляла 66 501 человек. Получил своё название в честь американского военного деятеля и участника Войны за независимость США Фрэнсиса Мэриона.

## География
По данным Бюро переписи США, общая площадь округа равняется 1 046,6 км², из которых 1 045,7 км² суша и 0,91 км² или 0,09 % это водоёмы.

## Население
По данным переписи населения 2000 года в округе проживает 66 217 жителей в составе 24 578 домашних хозяйств и 17 253 семей. Плотность населения составляет 63,00 человека на км2. На территории округа насчитывается 26 298 жилых строений, при плотности застройки около 25,00-ти строений на км2. Расовый состав населения: белые — 92,10 %, афроамериканцы — 5,75 %, коренные американцы (индейцы) — 0,19 %, азиаты — 0,52 %, гавайцы — 0,01 %, представители других рас — 0,49 %, представители двух или более рас — 0,95 %. Испаноязычные составляли 1,09 % населения независимо от расы.
В составе 32,30 % из общего числа домашних хозяйств проживают дети в возрасте до 18 лет, 54,50 % домашних хозяйств представляют собой супружеские пары проживающие вместе, 11,40 % домашних хозяйств представляют собой одиноких женщин без супруга, 29,80 % домашних хозяйств не имеют отношения к семьям, 25,10 % домашних хозяйств состоят из одного человека, 10,90 % домашних хозяйств состоят из престарелых (65 лет и старше), проживающих в одиночестве. Средний размер домашнего хозяйства составляет 2,50 человека, и средний размер семьи 2,98 человека.
Возрастной состав округа: 24,50 % моложе 18 лет, 8,30 % от 18 до 24, 30,30 % от 25 до 44, 23,50 % от 45 до 64 и 23,50 % от 65 и старше. Средний возраст жителя округа 37 лет. На каждые 100 женщин приходится 106,90 мужчин. На каждые 100 женщин старше 18 лет приходится 107,10 мужчин.
Средний доход на домохозяйство в округе составлял 38 709 USD, на семью — 45 297 USD. Среднестатистический заработок мужчины был 33 179 USD против 23 586 USD для женщины. Доход на душу населения составлял 18 255 USD. Около 7,40 % семей и 9,70 % общего населения находились ниже черты бедности, в том числе — 13,60 % молодежи (тех, кому ещё не исполнилось 18 лет) и 5,50 % тех, кому было уже больше 65 лет.